# Onverstaanbaar
Onverstaanbaar is het debuutalbum van de Nederlandse zangeres Maan. Het album werd op 31 januari 2020 uitgebracht. Deze kwam binnen op de eerste plek in de Nederlandse Album Top 100. Op 15 februari 2020 behaalde Maan met haar album de gouden status. Op het album staan gastoptredens van Tony Junior en Sevn Alias.
Het album bestaat uit een totaal van twaalf nummers, vier van deze nummers waaronder Ze huilt maar ze lacht waren al voor het album als losse nummers uitgebracht.
Het album behaalde in de Nederlandse Album Top 100 de 1e plek en wist hier twee weken op te staan. In de Vlaamse Ultratop 200 behaalde het de 68e plek.

## Tracklist
| 1.                 | Onverstaanbaar              | 3:02 |
| 2.                 | Niet alleen                 | 3:41 |
| 3.                 | Ze huilt maar ze lacht      | 3:06 |
| 4.                 | 7 maanden (met Tony Junior) | 3:15 |
| 5.                 | Nog even niet               | 2:55 |
| 6.                 | Als ik ga (met Sevn Alias)  | 3:52 |
| 7.                 | Spiegel                     | 3:39 |
| 8.                 | Kom maar                    | 2:44 |
| 9.                 | Zo kan het dus ook          | 2:34 |
| 10.                | Vergeet je niet             | 3:09 |
| 11.                | Jij en ik tegen de wereld   | 2:42 |
| 12.                | Spiegelbeeld                | 3:12 |
| Totale duur: 37:56 |                             |      |

## Hitnoteringen

### NederlandseAlbum Top 100
| Hitnotering: 08-02-2020 t/m 24-10-2020 | Hitnotering: 08-02-2020 t/m 24-10-2020 | Hitnotering: 08-02-2020 t/m 24-10-2020 | Hitnotering: 08-02-2020 t/m 24-10-2020 | Hitnotering: 08-02-2020 t/m 24-10-2020 | Hitnotering: 08-02-2020 t/m 24-10-2020 | Hitnotering: 08-02-2020 t/m 24-10-2020 | Hitnotering: 08-02-2020 t/m 24-10-2020 | Hitnotering: 08-02-2020 t/m 24-10-2020 | Hitnotering: 08-02-2020 t/m 24-10-2020 | Hitnotering: 08-02-2020 t/m 24-10-2020 | Hitnotering: 08-02-2020 t/m 24-10-2020 | Hitnotering: 08-02-2020 t/m 24-10-2020 | Hitnotering: 08-02-2020 t/m 24-10-2020 | Hitnotering: 08-02-2020 t/m 24-10-2020 | Hitnotering: 08-02-2020 t/m 24-10-2020 | Hitnotering: 08-02-2020 t/m 24-10-2020 | Hitnotering: 08-02-2020 t/m 24-10-2020 | Hitnotering: 08-02-2020 t/m 24-10-2020 | Hitnotering: 08-02-2020 t/m 24-10-2020 | Hitnotering: 08-02-2020 t/m 24-10-2020 |
| Week:                                  | 1                                      | 2                                      | 3                                      | 4                                      | 5                                      | 6                                      | 7                                      | 8                                      | 9                                      | 10                                     | 11                                     | 12                                     | 13                                     | 14                                     | 15                                     | 16                                     | 17                                     | 18                                     | 19                                     | 20                                     |
| -------------------------------------- | -------------------------------------- | -------------------------------------- | -------------------------------------- | -------------------------------------- | -------------------------------------- | -------------------------------------- | -------------------------------------- | -------------------------------------- | -------------------------------------- | -------------------------------------- | -------------------------------------- | -------------------------------------- | -------------------------------------- | -------------------------------------- | -------------------------------------- | -------------------------------------- | -------------------------------------- | -------------------------------------- | -------------------------------------- | -------------------------------------- |
| Positie:                               | 1                                      | 1                                      | 3                                      | 4                                      | 6                                      | 9                                      | 14                                     | 11                                     | 15                                     | 18                                     | 21                                     | 19                                     | 26                                     | 22                                     | 21                                     | 29                                     | 32                                     | 40                                     | 29                                     | 36                                     |
| Week:                                  | 21                                     | 22                                     | 23                                     | 24                                     | 25                                     | 26                                     | 27                                     | 28                                     | 29                                     | 30                                     | 31                                     | 32                                     | 33                                     | 34                                     | 35                                     | 36                                     | 37                                     | 38                                     |                                        |                                        |
| Positie:                               | 41                                     | 40                                     | 31                                     | 33                                     | 37                                     | 37                                     | 45                                     | 52                                     | 53                                     | 47                                     | 65                                     | 68                                     | 65                                     | 74                                     | 91                                     | 94                                     | 72                                     | 90                                     | uit                                    |                                        |

### VlaamseUltratop 200 Albums
| Hitnotering: 08-02-2020 t/m 04-04-2020 | Hitnotering: 08-02-2020 t/m 04-04-2020 | Hitnotering: 08-02-2020 t/m 04-04-2020 | Hitnotering: 08-02-2020 t/m 04-04-2020 | Hitnotering: 08-02-2020 t/m 04-04-2020 | Hitnotering: 08-02-2020 t/m 04-04-2020 | Hitnotering: 08-02-2020 t/m 04-04-2020 | Hitnotering: 08-02-2020 t/m 04-04-2020 | Hitnotering: 08-02-2020 t/m 04-04-2020 | Hitnotering: 08-02-2020 t/m 04-04-2020 | Hitnotering: 08-02-2020 t/m 04-04-2020 |
| Week:                                  | 1                                      | 2                                      | 3                                      | 4                                      | 5                                      | 6                                      | 7                                      | 8                                      | 9                                      |                                        |
| -------------------------------------- | -------------------------------------- | -------------------------------------- | -------------------------------------- | -------------------------------------- | -------------------------------------- | -------------------------------------- | -------------------------------------- | -------------------------------------- | -------------------------------------- | -------------------------------------- |
| Positie:                               | 76                                     | 88                                     | 68                                     | 126                                    | 137                                    | 159                                    | 151                                    | 187                                    | 150                                    | uit                                    |